# Distritos de Irak
Las 18 gobernaciones de Irak se subdividen en 120 distritos (kaza). El distrito generalmente lleva el mismo nombre que la capital del distrito. 
Los distritos se enumeran a continuación, por gobernación (con el capital entre paréntesis): 

## Gobernación de Anbar
- Distrito Al-Qa'im (Al-Ka'im)
- Distrito de Al-Rutba (Al-Rutba)
- Distrito de Ana (Anah)
- Distrito de Falluja (Falluja)
- Distrito Haditha ( Haditha)
- Distrito de Hīt (Hīt)
- Distrito de Ramadi (Ramadi)
- Distrito de Rawah (Rawah)

## Gobernación de Muthanna
- Distrito de Al-Khidhir (Al-Khidhir)
- Distrito de Al-Rumaitha (Al-Rumaitha)
- Distrito Al-Salman (Al-Salman)
- Distrito de Al-Samawa (Samawa)

## Gobernación de Qadisiyyah
- Distrito de Afaq (Afaq)
- Distrito Al-Shamiya (Al-Shamiya)
- Distrito de Diwaniya (Diwaniya)
- Distrito de Hamza (Hamza)

## Gobernación de Babil
- Majaguil Distrito (Majaguil)
- Al-Musayab Distrito (Al-Musayab)
- Distrito Hashimiya (Hashimiya)
- Distrito Hilla (Hilla)

## Gobernación de Bagdad
- Distritos administrativos en la ciudad de Bagdad 
  - Rusafa
  - Adhamiyah
  - Ciudad Sadr (anteriormente Distrito Thawra (Distrito Revolución)
  - 9 Nissan (Nueva Bagdad)
  - Karadah
  - Al-Za'franiya
  - Karkh
  - Kadhimyah
  - Mansour
  - Al Rashid
- Distritos administrativos en los suburbios de Bagdad 
  - Distrito de Abu Ghraib
  - Distrito de Al Istiqlal
  - Distrito de Al-Mada'in
  - Distrito de Mahmudiya (Mahmudiya)
  - Distrito de Taji
  - Distrito de Al Tarmia

## Gobernación de Basora
- Distrito de Abu Al-Khaseeb (Abu Al-Khaseeb)
- Distrito de Al-Midaina (Al-Midaina)
- Distrito de Al-Qurna (Al-Qurna)
- Distrito Al-Zubair (Al-Zubair)
- Distrito de Basora (Basora)
- Distrito de al-Faw (al-Faw)

## Gobernación de Qar
- Distrito de Al-Chibayish (Al-Chibayish)
- Distrito de Al-Rifai (Al-Rifai)
- Distrito de Al-Shatra (Al-Shatra)
- Distrito de Nassriya (Nassriya)
- Distrito de Suq Al-Shoyokh (Suq Al-Shoyokh)

## Gobernación de Diyala
- Distrito de Al Jalis (Al-Jalis)
- Distrito de Al-Muqdadiya (Al-Muqdadiya)
- Distrito Baladroz (Baladroz)
- Distrito Ba'quba (Ba'quba)
- Distrito Kanakin (Kanakin)
- Distrito Kifri (Kifri)

## Gobernación de Karbala
- Distrito de Ain Al-Tamur (Ayn al-Tamr)
- Distrito Al-Hindiya (Al-Hindiya)
- Distrito Kerbala (Kerbala)

## Gobernación de Kirkuk
(Desde 1976 hasta mediados de 2006 llamado At-Ta'mim) 
- Distrito de Al-Hawiga (Al-Hawiga)
- Distrito de Daquq (Daquq)
- Distrito de Kirkuk (Kirkuk)
- Distrito de Dibis (Idioma kurdo, Dubz)

## Gobernación de Maysan
- Distrito Ali Al-Gharbi (Ali Al-Gharbi)
- Distrito de Al-Kahla (Al-Kahla)
- Distrito de Al-Maimouna (Al-Maimouna)
- Distrito Al-Mejar Al-Kabi (Al-Mejar Al-Kabi)
- Distrito de Amara (Amarah )
- Distrito de Qal'at Saleh (Qal'at Saleh)

## Gobernación de Najaf
- Distrito de Al-Manathera (Al-Manathera)
- Distrito de Kufa (Kufa)
- Distrito de Najaf (Najaf)

## Gobernación de Nínive
Tenga en cuenta que los distritos del norte de Sinjar, el norte de Tel Afar, Akre y el norte de Shekhan están actualmente bajo el control ilegal de facto del Gobierno Regional del Kurdistán . 
- Distrito de Akre (Akre)
- Distrito de Al-Ba'aj (Al-Ba'aj)
- Distrito Al-Hamdaniya (Bakhdida)
- Distrito de Hatra (Hatra)
- Distrito de Mosul (Mosul)
- Distrito de Shekhan (Ain Sifni)
- Distrito de Sinjar (Sinjar )
- Distrito de Tel Afar (Tal Afar)
- Distrito de Tel Keppe (Tel Keppe)

## Gobernación de Saladino
- Distrito Al-Daur (Al-Daur)
- Distrito de Al-Shirqat (Al-Shirqat)
- Distrito de Baiji (Baiji)
- Balad District (Balad)
- Distrito de Samarra (Samarra)
- Distrito de Tikrit (Tikrit)
- Distrito de Tooz (Tuz Khurmatu)
- Distrito de Dujail (Dujail)

## Gobernación de Wasit
- Distrito de Al-Hai (Al-Hai)
- Distrito de Al-Na'maniya (Al-Na'maniya)
- Distrito de Al-Suwaira (Al-Suwaira)
- Distrito de Badra (Badra)
- Distrito de Kut (Kut)

## Región del Kurdistán

### Gobernación de Dohuk
La gobernación de Dohuk es parte del Kurdistán iraquí. 
- Distrito de Akre

(Akre)
- Distrito de Amadiya (Amadiya)
- Distrito de Bardarash (Barsarsh)
- Distrito de Dahuk (Dahuk)
- Distrito de Sumel (Sumel)
- Distrito de Zakho (Zakho)
- Distrito de Sheikhan (Sheikhan)

### Gobernación de Erbil
La gobernación de Erbil es parte del Kurdistán iraquí, mientras que el estado del distrito meridional de Makhmur está en disputa. 
- Distrito Erbil (71)
- Distrito de Koisanjaq (80)
- Distrito de Shaqlawa (89), las ciudades son Salahaddin y Hareer
- Distrito de Soran (94), las ciudades son la ciudad de Soran, Rawanduz y Diana
- Distrito de Makhmur
- Distrito de Mergasur (83)
- Distrito de Choman (66)

### Gobernación de Solimania
La gobernación de Solimania es parte del Kurdistán iraquí. 
- Distrito de Pshdar (Qaladiza)
- Distrito Chamchamal (Chamchamal)
- Distrito de Darbandokeh (Darbandikhan)
- Distrito Dokan (Dokan)
- Distrito de Kalar (Kalar)
- Distrito de Rania (Rania)
- Distrito de Sharbazher (Sharbazher)
- Distrito de Sulaymaniya (Sulaymaniya)
- Distrito de Saidsadiq (Saidsadiq)
- Distrito de Sharazoor (Zarayan)
- Distrito de Penjwin (Penjwin)
- Distrito de Mawat (Mawat)
- Distrito de Qaradagh (Qaradagh)

### Gobernación de Halabja
La gobernación de Halabja es parte del Kurdistán iraquí y todavía es oficialmente parte de la gobernación de Solimania. 
- Halabja
- Sirwan
- Distrito de Khurmal (Khurmal)
- Distrito de Byara (Byara)